# Tjukan (öster om Hitis, Kimitoön)
Tjukan är en ö i Finland. Den ligger i Skärgårdshavet och i kommunen Kimitoön i landskapet Egentliga Finland, i den sydvästra delen av landet. Ön ligger omkring 68 kilometer söder om Åbo och omkring 130 kilometer väster om Helsingfors.
Öns area är 3,8 hektar och dess största längd är 330 meter i öst-västlig riktning. Ön höjer sig omkring 10 meter över havsytan.